# 크산티페

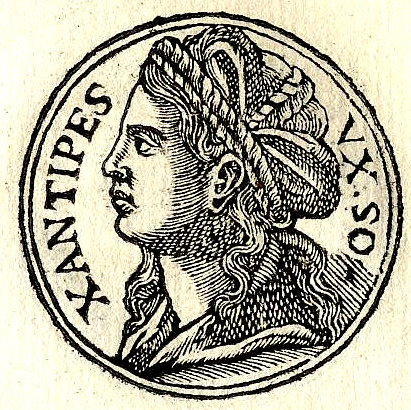

크산티페(Ξανθίππη, 기원전 5~4세기)는 아테나이의 소크라테스의 아내이다. 3명의 아들을 두고 있다: 람프로클레스, 소프로니코스, 메넥세누스. 그녀는 소크라테스보다 40년 정도로 훨씬 더 어렸던 것으로 짐작된다.